# Amy Costello
Pour les articles homonymes, voir Costello.
Amy Costello, née le 14 janvier 1998 à Édimbourg en Écosse, est une joueuse de hockey sur gazon internationale écossaise qui joue en tant que défenseur pour l'Écosse et la Grande-Bretagne.
Elle joue au hockey en club dans la Premier Division pour le East Grinstead.
Costello a également joué au club de hockey pour le University of Birmingham et le Edinburgh University Women's Hockey Club,.
Elle a été incluse dans la composition britannique pour le tournoi féminin de hockey sur gazon aux Jeux olympiques d'été de 2020, tenus en juillet et août 2021. Bien que désignée comme joueuse suppléante, en raison des changements de règles causés par la pandémie de Covid-19, elle était éligible pour participer à tous les matchs (contrairement aux tournois précédents, dans lequel les remplaçants ne pouvaient concourir qu'après avoir remplacé définitivement un joueur blessé). Bien que la Grande-Bretagne ait remporté la médaille de bronze, elle n'a pas fait d'apparition et n'était donc pas éligible pour recevoir une médaille,.